# Château de Biourge
Le château de Biourge est un château situé à Biourge dans la ville belge de Bertrix.

## Histoire
Le château vit naître Étienne de Gerlache, le 25 décembre 1785.